# Lollands kommun
Lollands kommun är en kommun i Region Själland i östra Danmark. Kommunen bildades vid kommunreformen 2007 genom sammanslagning av följande kommuner:
- Maribo kommun
- Nakskovs kommun
- Rudbjergs kommun
- Holeby kommun
- Rødby kommun
- Ravnsborgs kommun
- Højreby kommun

## Socknar
| 1. Købelevs socken 2. Vindeby socken 3. (Utterslevs socken) * 4. Horslunde socken 5. Fejø socken 6. Femø socken 7. Sandby socken 8. (Herredskirke socken) * 9. (Løjtofte socken) * 10. Vesterborgs socken 11. Birkets socken 12. Askø socken 13. Branderslevs socken 14. Stormarks socken 15. Nordlunde socken 16. Halsteds socken 17. Stokkemarke socken 18. Bandholms socken 19. Sankt Nikolai socken 20. Avnede socken 21. Gurreby socken 22. Skovlænge socken 23. Søllesteds socken 24. Østofte socken 25. Hunseby socken 26. Kappels socken 27. Vestenskovs socken 28. Arninge socken 29. Græshave socken 30. Landets socken 31. Ryde socken 32. Vejleby socken 33. Skørringe socken 34. Hillesteds socken 35. Maribo domsocken 36. Bursø socken 37. Krønge socken 38. Tillitse socken 39. Dannemare socken 40. Gloslunde socken 41. Tirsteds socken 42. Nebbelunde socken 43. Sædinge socken 44. Holeby socken 45. Fuglse socken 46. Rødby socken 47. Ringsebølle socken 48. Tågerups socken 49. Torslunde socken 50. Olstrups socken 51. Rødbyhavns socken 52. Errindlevs socken 53. Langø socken 54. Nøbbets socken |

- 1 augusti 2016 bildades Utterslev-Herredskirke-Løjtofte socken genom en sammanslagning av Utterslevs socken (3), Herredskirke socken (8) och Løjtofte socken (9).